# زندان مارشال‌سی
زندان مارشال‌سی (انگلیسی: Marshalsea) یک زندان بدنام در سات‌ارک (در حال حاضر لندن)، در جنوب رودخانه تیمز بود. با وجود اینکه در آن زندانیان مختلف از جمله مردان متهم به جرائم دریایی و شخصیت‌های سیاسی متهم به فتنه‌گری بودند، این زندان به ویژه برای زندانی کردن فقیرترین بدهکاران لندن شناخته شده‌است.